# パチスロ機動戦士ガンダムII 〜哀・戦士編〜
パチスロ機動戦士ガンダムII 〜哀・戦士編〜（パチスロきどうせんしガンダムツー あいせんしへん）は、2007年12月に山佐が開発・販売したパチスロ機である。
後継機は2009年7月に発売された『パチスロ「機動戦士ガンダムIII 〜めぐりあい宇宙編〜」』。

## 概要
劇場版アニメ『機動戦士ガンダムII 哀・戦士編』とのタイアップ機で、演出などは同作に準じているものが多い。
設定は6段階である。ボーナス合算確率は設定1が約200分の1、設定6が130分の1と高い。
ボーナスは3種類あり、青7揃いのビッグボーナスが約300枚、赤7揃いのビッグボーナスが約180枚、レギュラーボーナスが最大82枚獲得できる。
ビッグボーナス終了後は78ゲームの完走型RT「Gエピソード」（以下RT）に突入。1ゲームにつき約0.4枚のコイン増加が期待できる。残り6ゲームから連続演出に突入し、ボーナスか否かを知らせる。RT中にビッグボーナスが成立した場合、再度RTに突入する。
RT中にボーナスを引くことでストーリーが進行し「ジャブローエピソード」でビッグボーナスが成立した場合、ボーナス中は劇場版アニメのエンディングが流れる。
RTはボーナスが成立しても終了しない。ただし、ボーナスを揃えたり、特定の1枚役（青7-赤BAR-青7）を揃えると終了する。RT中は小役の予告音がした場合は左リールに青7を外すことで特定の1枚役を外すことができる。

## デザイン
筐体は「G-MODEL」と称した専用タイプで、デザインをガンダムのメカデザインを行った大河原邦男が担当。ガンダムのコクピットを模したものとなっており、スタートレバーの他にリールの左右に演出用のレバーが搭載されている。なお「めぐりあい宇宙編」も同デザインの筐体となる。